# Farg'ona (tỉnh)
Tỉnh Farg'ona (tiếng Uzbek: Farg'ona viloyati hay tỉnh Fergana tiếng Nga: Ферганский вилоят) là một viloyat (tỉnh) của Uzbekistan, nằm ở phía nam của thung lũng Fergana tại phần cực đông của quốc gia này. Nó có diện tích 6.800 km². Dân số ước tính khoảng 3.015.000 người, với trên 71% dân số sống trong khu vực nông thôn.

## Hành chính
Tỉnh Farg'ona được chia thành 15 đơn vị hành chính cấp huyện. Thủ phủ là thành phố Farg'ona (hay Fergana) với dân số khoảng 214.000 người, ở phía nam tỉnh. Các thành thị lớn khác còn có Besharik, Khamza, Kokand, Kuva, Kuvasay, Margilan và Rishdan.
Các đơn vị cấp huyện có: Bagdod, Besharik, Buvaida, Dangara, Ezevon, Oltiarik, Okhunboboev, Rishton, Sukh, Toshlok, Uchkuprik, Farg'ona, Furkat, Uzbekiston, Kuva.

## Địa lý, khí hậu
Tỉnh Farg'ona có ranh giới với các tỉnh Namangan và Andijon của Uzbekistan ở phía bắc, cũng như đường biên giới với Kyrgyzstan ở phía nam và Tajikistan ở phía tây.
Khí hậu trong tỉnh này mang đặc trưng khí hậu lục địa điển hình với các khác biệt cực kỳ rõ nét giữa nhiệt độ mùa đông với nhiệt độ mùa hè, trong đói mùa hè cực kỳ nóng bức và mùa đông không lạnh quá.

## Kinh tế
Nông nghiệp là hoạt động kinh tế chính trong tỉnh Farg'ona, chủ yếu là trồng bông, nho, nuôi tằm, nghề làm vườn và sản xuất rượu vang. Nghề chăn thả gia súc chủ yếu tập trung vào sản xuất thịt và sữa.
Các nguồn tài nguyên thiên nhiên có các mỏ dầu, đất sét cho công nghiệp gốm sứ, và vật liệu xây dựng.
Các ngành công nghiệp trong tỉnh chủ yếu dựa vào lọc dầu, sản xuất phân hóa học và các sản phẩm hóa chất, dệt may và dệt lụa, công nghiệp nhẹ và gốm sứ. Khu vực này cũng là một trung tâm sản xuất của các ngành nghề mĩ nghệ truyền thống Uzbek, đặc biệt là đồ gốm sứ.

## Vận tải
Đường sắt nối liền Kokand, Margilan với các thành phố thủ phủ các tỉnh cận kề như Andijon và Namangan. Tổng chiều dài đường sắt chạy qua tỉnh này là trên 200 km. Chiều dài các tuyến đường bộ là trên 3.000 km. Tại Farg'ona và Kokand có các sân bay phục vụ cho các tuyến bay quốc nội.